# Kalajoki (république de Carélie)
Pour les articles homonymes, voir Kalajoki et Kalajoki (fleuve).
Kalajoki (en carélien : Kalaige, en finnois : Kalajoki, en russe : Ры́брека, Rybreka) est une municipalité rurale du raïon des rives de l'Onega en république de Carélie.

## Géographie
Kalajoki est situé à l'embouchure de la rivière Kalajoki, qui se jette dans le lac Onega, à 97 kilomètres au sud-est de Petroskoi.
La municipalité de Kalajoki a une superficie de 188,98 km2.
Kalajoki est bordée au nord-ouest par Soutjärvi du raïon des rives de l'Onega, à l'est au delà du lac Onega par Krasnoborsk du raïon de Poudoj, et au sud et au sud-ouest par l'oblast de Leningrad. 
La majorité de la zone est forestière.
Mustakoski est traversé par les rivières Nila, Munduksa, Kukovka, Himjoki (Gimreka) et Kalajoki (Rybreka). 
Les lacs de la commune sont le lac Onega et le Nilskojärvi (Nilskoje).

## Démographie
Recensements (*) ou estimations de la population
| 1989 | 2009 | 2010 | 2013 |
| ---- | ---- | ---- | ---- |
| 932  | 641  | 467  | 427  |

## Maisons de Kalajoki

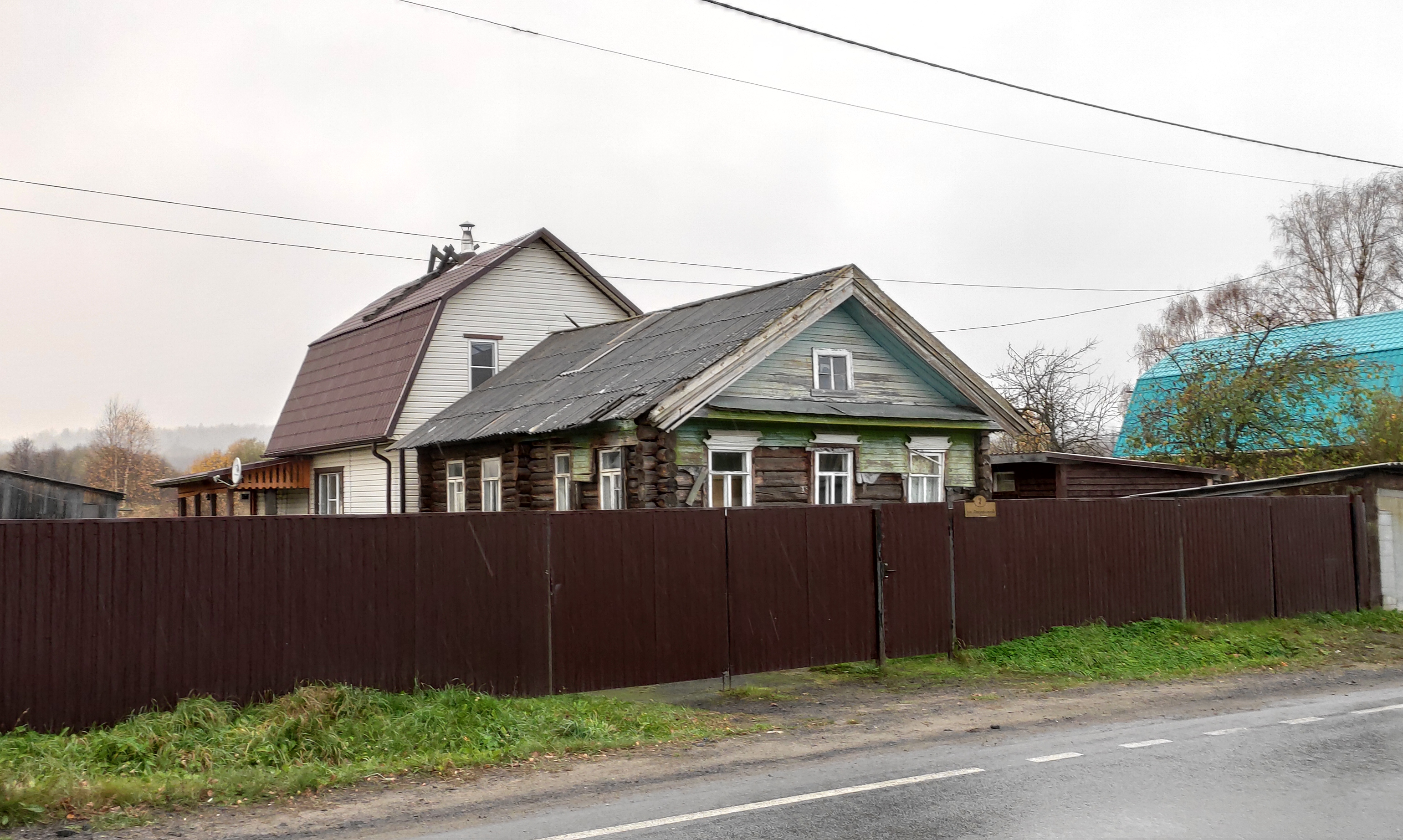
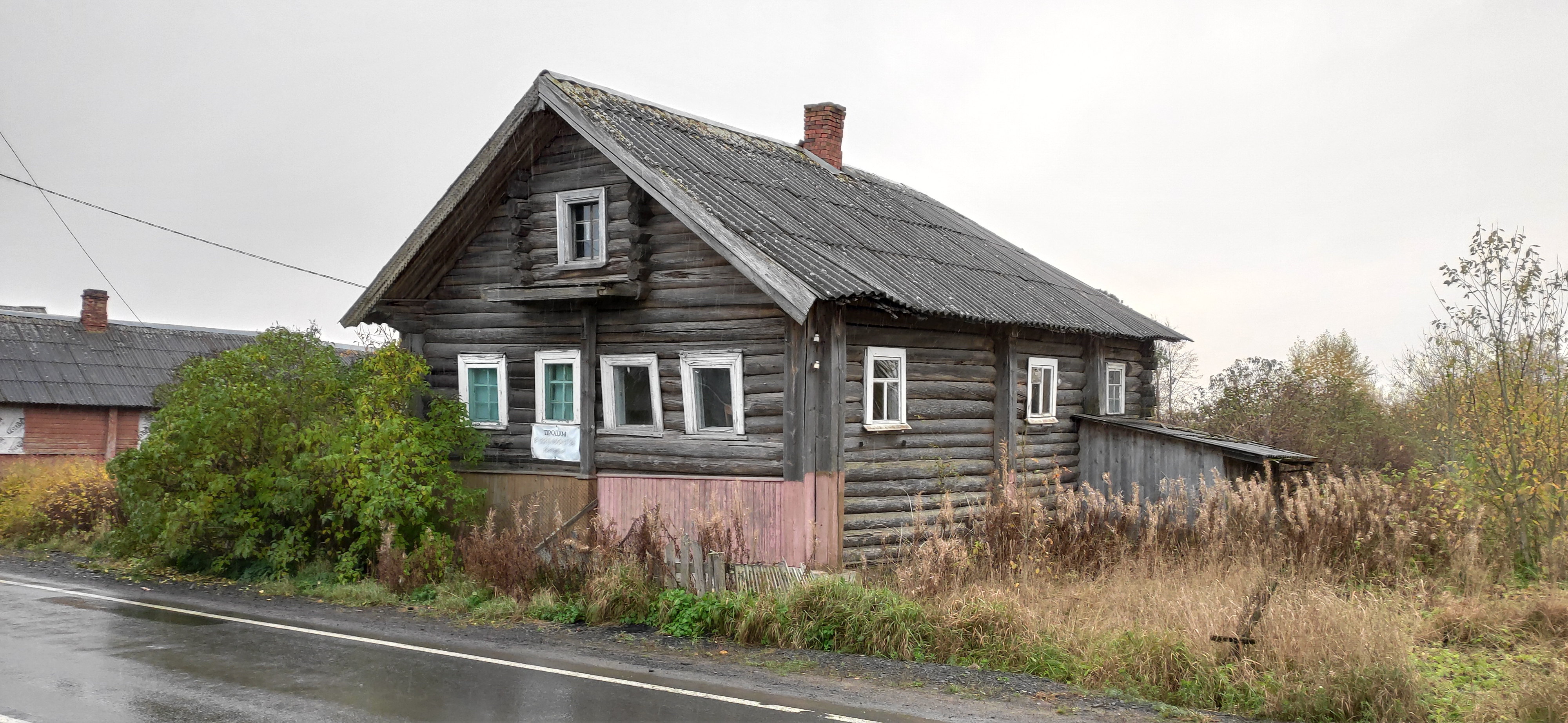
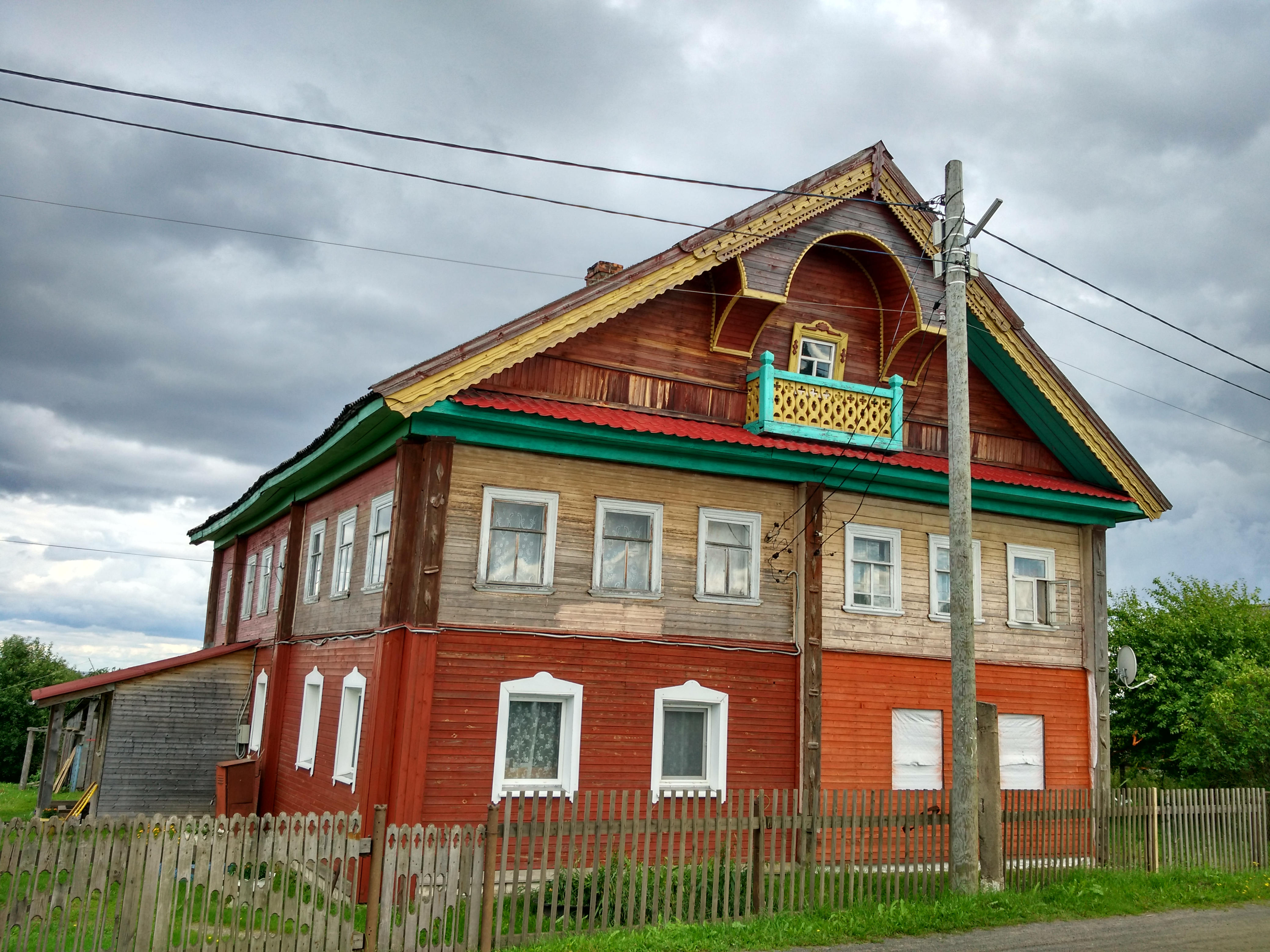
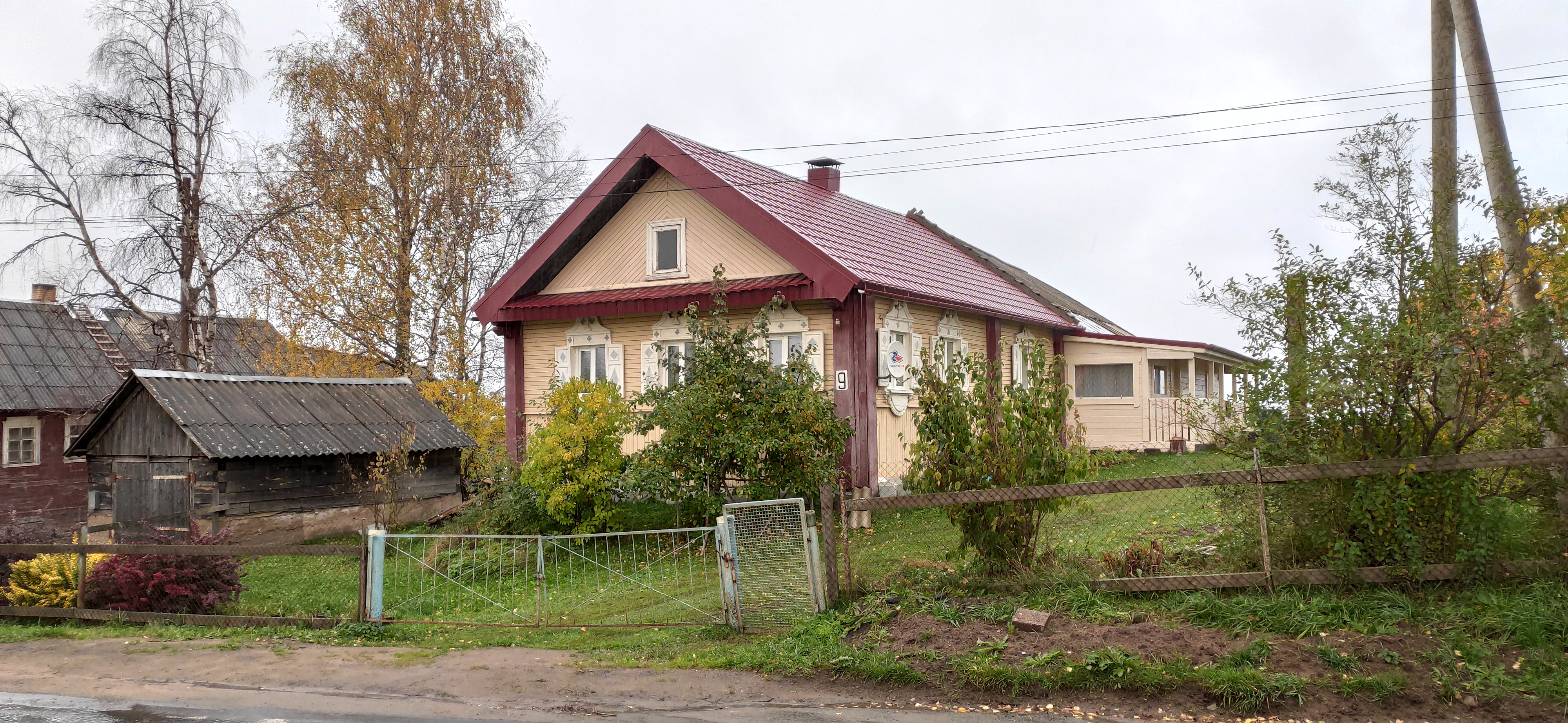
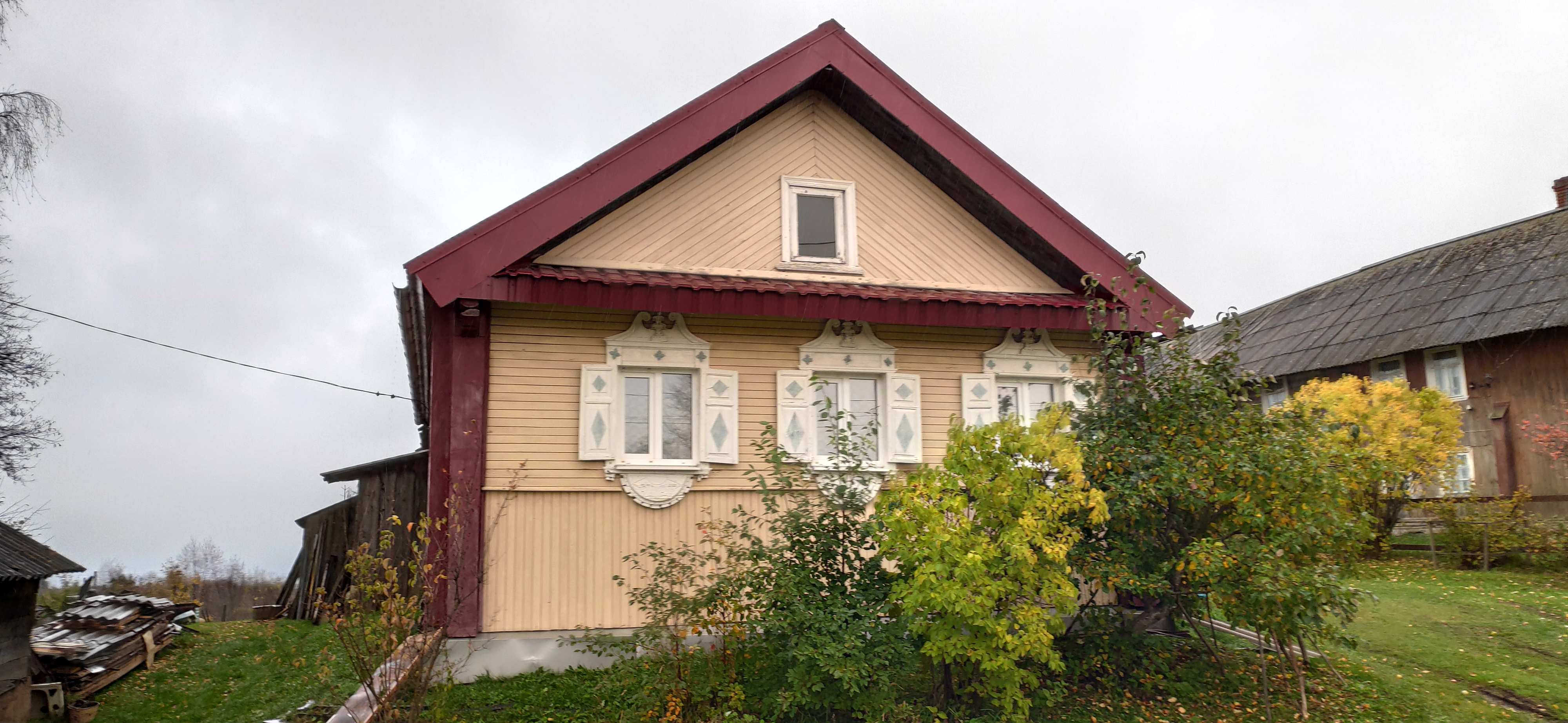
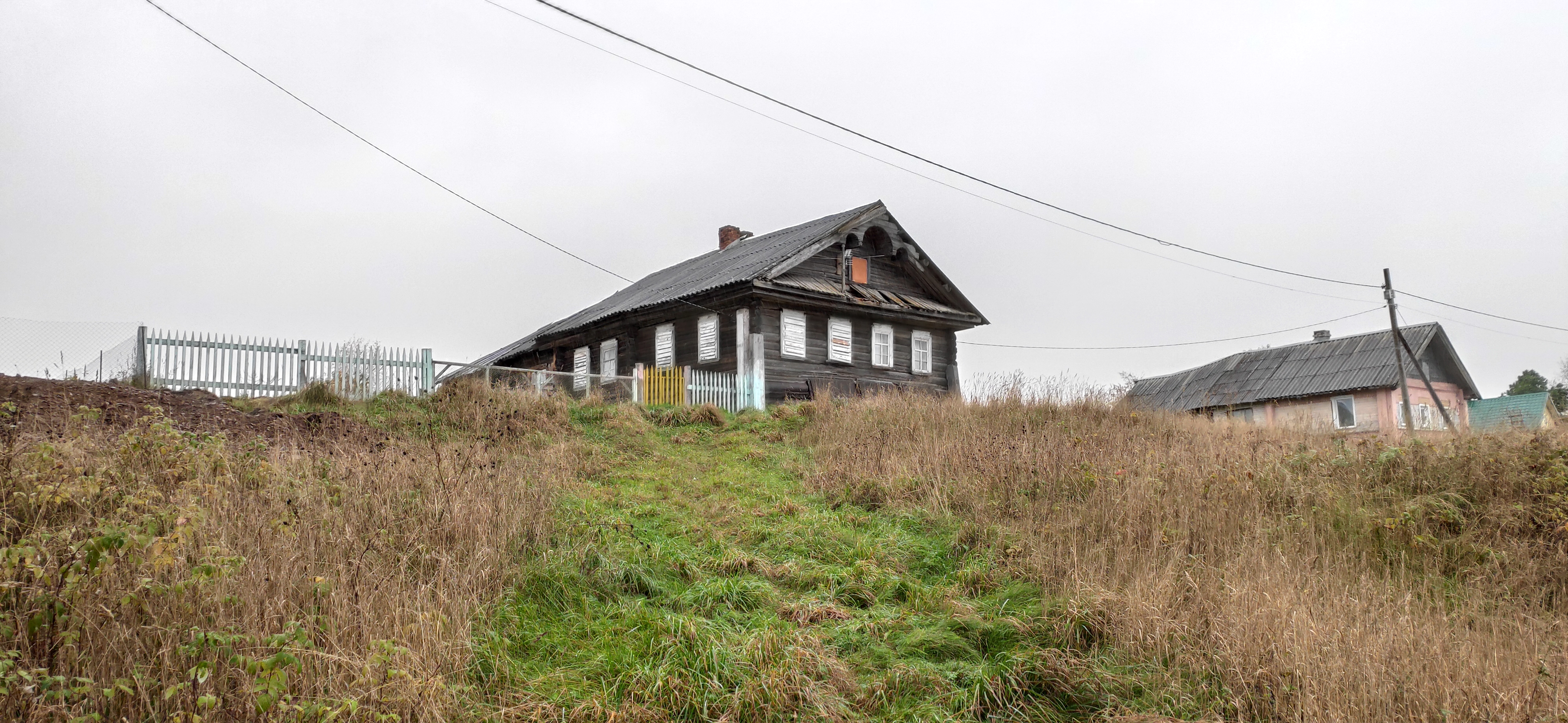